# Martin Tschumpert

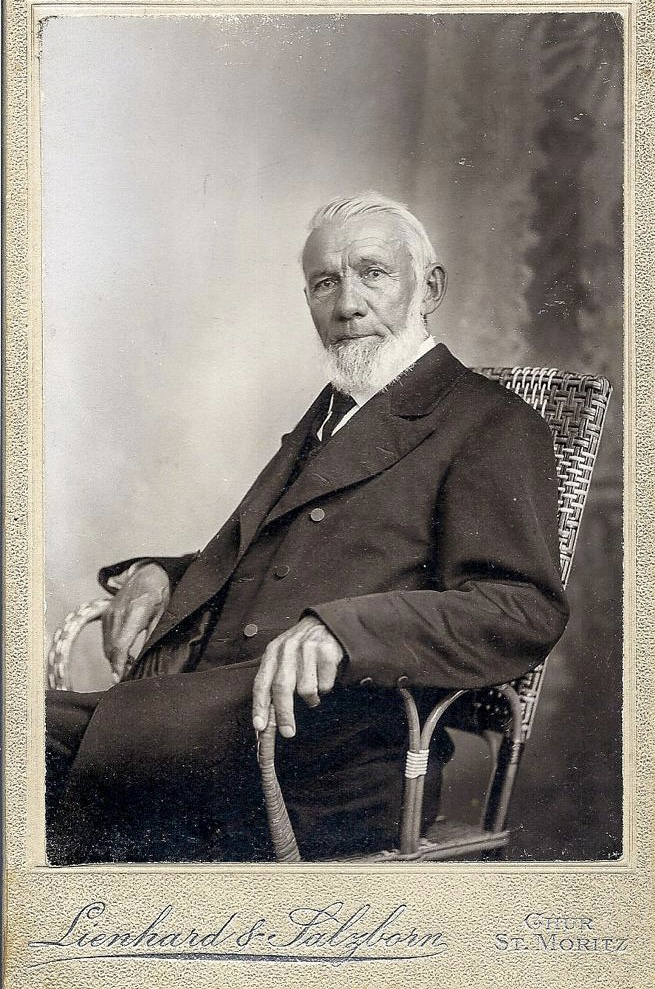
Martin Tschumpert

Martin Tschumpert  (* 2. September 1830 in Igis, heute zu Landquart; † 11. Juni 1911 in Silvaplana; Bürger von Igis) war ein Schweizer reformierter Pfarrer, der zeit seines Lebens an einem monumentalen Wörterbuch der Deutschbündner Mundarten arbeitete. Das Manuskript wurde nach seinem Tode zu einer der wichtigsten Quellen des Schweizerischen Idiotikons, des Wörterbuchs der schweizerdeutschen Sprache.

## Leben
Tschumpert wurde 1857 ordiniert und versah nach Aufnahme in die Bündner Synode Pfarrstellen in Haldenstein (1859–1869), Valzeina (1869–1872), Silvaplana (1872–1879), Zernez (1879–1886), Bivio (1887–1895), Casaccia (1895–1899) und Vicosoprano (1899–1903). Den Ruhestand verbrachte er in Silvaplana.
Er war zweimal verheiratet, in erster Ehe mit Ursula Roffler aus Grüsch (1838–1861) und in zweiter mit Maria Colani aus La Punt (1845–1911). Maria Colani war die Enkelin des berühmten Engadiner Jägers Gian Marchet Colani.

## Wörterbuch

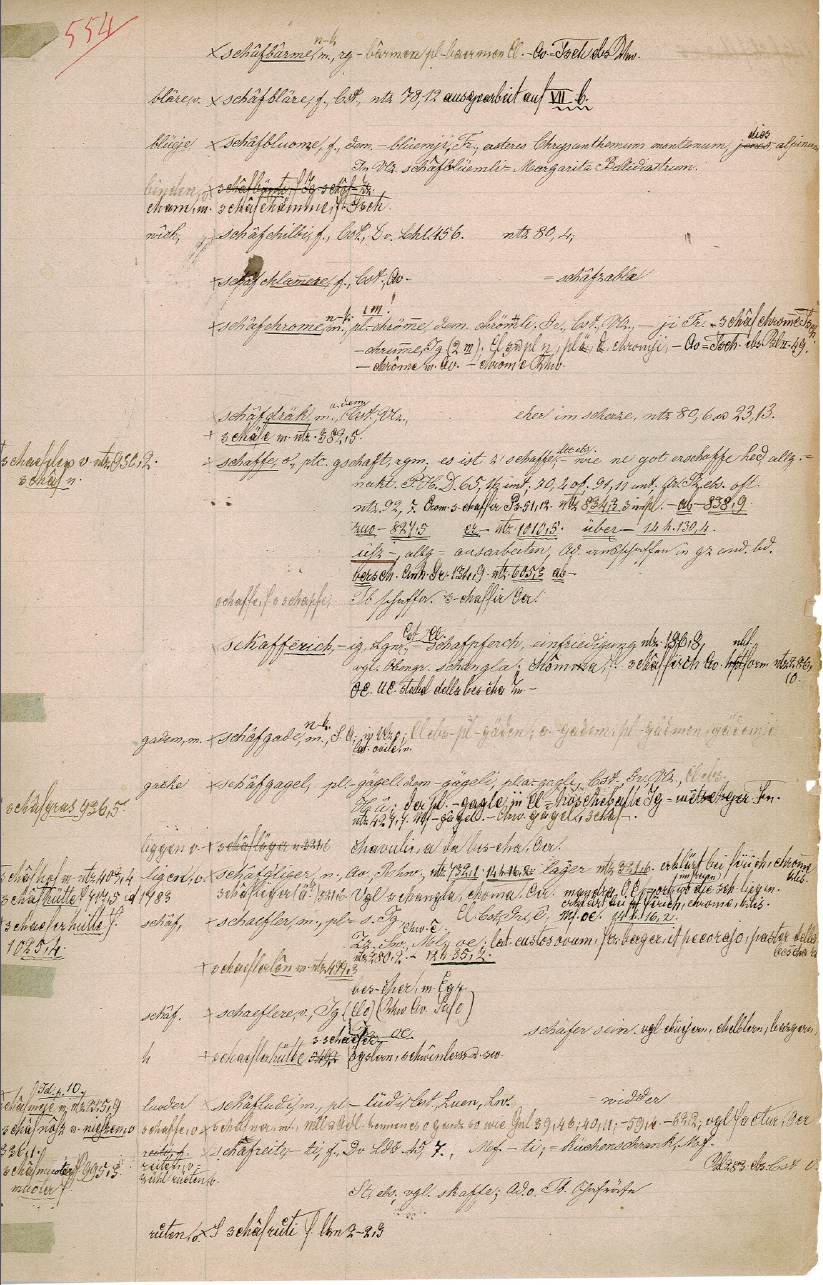
Manuskriptseite (Archiv des Schweizerischen Idiotikons, Zürich).

Tschumpert arbeitete ab den 1860er Jahren an einem Wörterbuch, das den gesamten kanzleisprachlich-historischen wie mundartlich-rezenten (walserdeutschen und churerrheintalischen) Wortschatz der im Kanton Graubünden gesprochenen deutschen Varietäten versammeln sollte; überdies wurde – ganz im Sinne der klassischen Dialektlexikographie – der Volkskunde ein wichtiger Platz eingeräumt. Das Manuskript, an dem Tschumpert bis zu seinem Tode gearbeitet hatte, umfasst über 3100 Seiten im Folioformat. Dazu kommen eine grammatische Übersicht, eine Flurnamensammlung, ein Register und Weiteres. Der Autor verfasste ein annähernd 400 Paragraphen umfassendes Regelwerk, wie das Wörterbuch hätte gedruckt werden sollen. Fünf Lieferungen (A bis Anfang von H) erschienen zwischen 1880 und 1896 im Druck.
Als Tschumpert 1911 verstorben war, sichtete Albert Bachmann, der Chefredaktor des Schweizerischen Idiotikons, den Nachlass und veranlasste 1914 dessen Ankauf mit Geldmitteln des Kantons Graubünden und der Schweizerischen Eidgenossenschaft. Die Auswertung des Manuskripts ergab 22 000 Zettel, die dem Material des Idiotikons eingegliedert wurden. Das unvollendet gebliebene tschumpertsche Wörterbuch ging damit im Schweizerischen Idiotikon auf und dient dessen Redaktion bis heute als eine der Hauptquellen für den Kanton Graubünden.
Etwa zeitgleich mit Tschumpert arbeitete der Bündner Jurist Valentin Bühler an seinem Davoser Wörterbuch, das ebenfalls unvollendet blieb.

## Publikationen
- Versuch eines bündnerischen Idiotikon, zugleich ein Beitrag zur Darstellung der mittelhochdeutschen Sprache und der Culturgeschichte von Graubünden. Unvollständig, insgesamt fünf Lieferung: Senti, Chur 1880. 1882. 1888; Manatschal, Ebner & Cie., Chur 1892. 1896.
- Einige Gedichte. Silvaplana 1903.

## Nachweise
1. ↑  Beschluss des Bündner Grossen Rates vom 29. Mai 1914 und laut dem Schweizerische Bundesblatt vom 9. Dezember 1914, S. 570 f.
2. ↑  Bericht an das h. eidgen. Departement des Innern und an die h. Regierungen der subventionierenden Kantone über den Gang der Arbeiten am Schweizerdeutschen Idiotikon während des Jahres 1914. [Zürich 1915], S. 14.

| Personendaten    | Personendaten                                  |
| ---------------- | ---------------------------------------------- |
| NAME             | Tschumpert, Martin                             |
| KURZBESCHREIBUNG | Schweizer reformierter Pfarrer und Lexikograph |
| GEBURTSDATUM     | 2. September 1830                              |
| GEBURTSORT       | Igis                                           |
| STERBEDATUM      | 11. Juni 1911                                  |
| STERBEORT        | Silvaplana                                     |